# كاثي نجيمي
كاثي نجيمي (بالإنجليزية: Kathy Najimy)‏ ، من مواليد 6 فبراير 1957م  ، ممثلة وكوميدية أمريكية شاركت بعدة أفلام، ومنها فيلم رات ريس عام 2001م .

## مصدر
1. ↑  Anonymous. "Celebrity Birthdays - February 6 » Entertainment » MuskogeePhoenix.com, Muskogee, OK". Muskogeephoenix.com. مؤرشف من الأصل في 2014-05-04. اطلع عليه بتاريخ 2014-06-13.

## وصلات خارجية
- كاثي نجيمي على موقع IMDb (الإنجليزية)
- كاثي نجيمي على موقع روتن توميتوز (الإنجليزية)
- كاثي نجيمي على موقع ألو سيني (الفرنسية)
- كاثي نجيمي على موقع ميوزك برينز (الإنجليزية)
- كاثي نجيمي على موقع تيرنر كلاسيك موفيز (الإنجليزية)
- كاثي نجيمي على موقع أول موفي (الإنجليزية)
- كاثي نجيمي على موقع قاعدة بيانات برودواي على الإنترنت (الإنجليزية)
- كاثي نجيمي على موقع قاعدة بيانات الأفلام السويدية (السويدية)
- كاثي نجيمي على موقع إن إن دي بي (الإنجليزية)
- كاثي نجيمي على موقع ديسكوغز (الإنجليزية)
- Official website